# ジェイコブ・アヴシャロモフ
ジェイコブ・アヴシャロモフ（英語: Jacob Avshalomov、1919年3月28日 - 2013年4月25日）は、アメリカ合衆国の作曲家・指揮者。

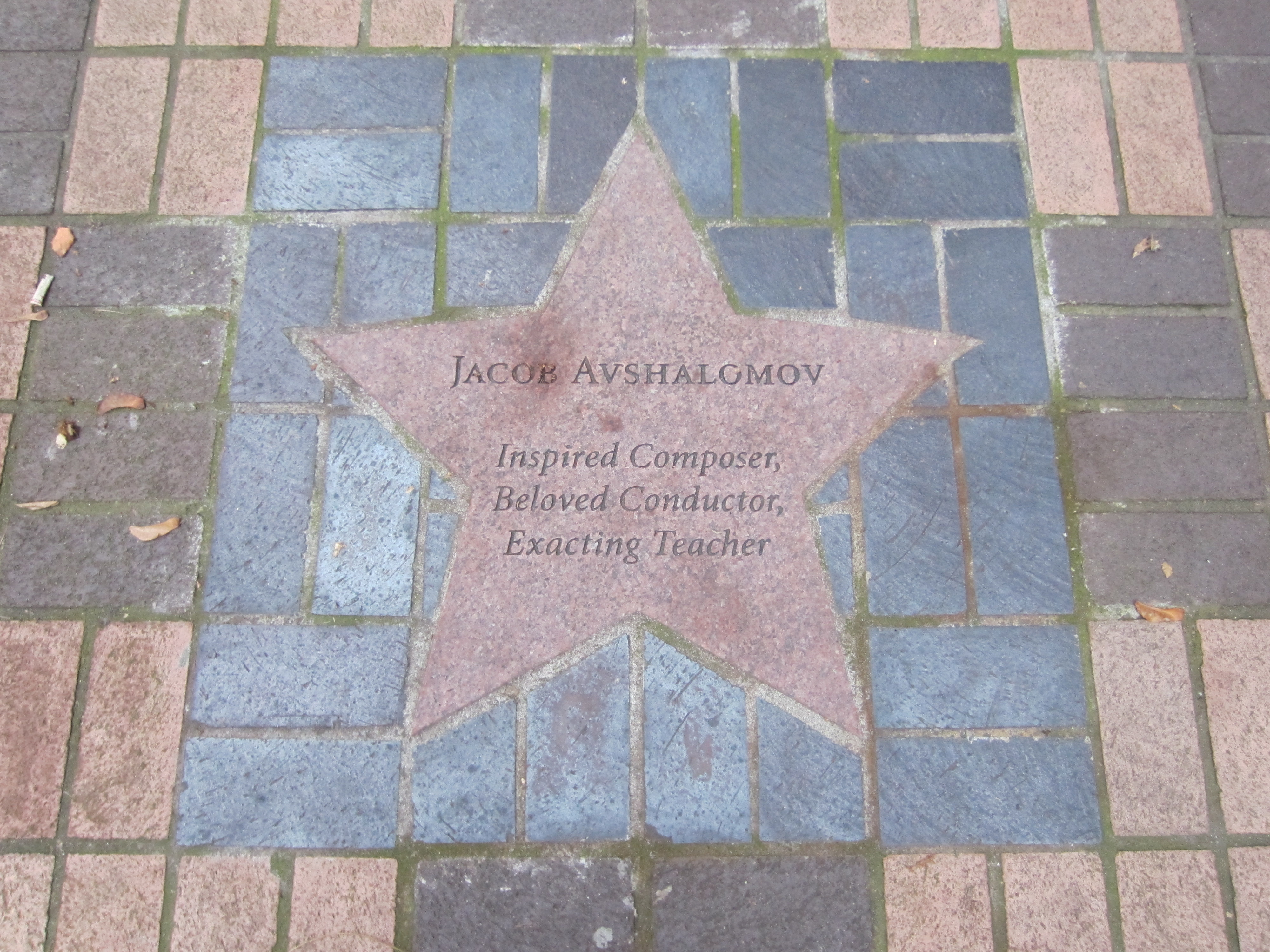
ポートランドのメイン・ストリート・ウォークにあるジェイコブ・アロシャモフを記念する花崗岩製の星

## 経歴
作曲家アーロン・アヴシャロモフの子として中国青島市で生まれた。中国で育ち、1937年にアメリカに移住した。リード大学とイーストマン音楽学校で学び、エルンスト・トッホ、アーロン・コープランド、バーナード・ロジャースに師事した。1944年に市民権を獲得した。
アヴシャロモフはコロンビア大学、イリノイ大学、アスペン音楽学校で教壇に立ち、そのかたわら1954年から1994年までポートランド・ユースオーケストラで指揮者を務めた。